# Șcheia (Suceava megye)
Șcheia település Romániában, Bukovinában, Suceava megyében.

## Fekvése
Rădăuți szomszédjában fekvő település.

## Története
Șcheia faluban a patak partján 1952-ben tárták fel a régi Cheia, vagy más néven nyugati erőd maradványait.
Az erődöt még a 14. században emeltette Petru Mușat fejedelem, a helyszínen talált pénzérmék tanúsága szerint.
Az erőd szabálytalan négyszög alaptajzú, falai folyami kavicsból rakott falait bástyák védték. Az erőd épületének szilárdságát északkeleti oldalán három nagyméretű támpillér fokozta.
Az erődöt a 15. század elején lerombolták, anyagának nagy részét még Alexandru cel Bun fejedelem uralkodása alatt elhordták más építkezésekhez.

## Hivatkozások

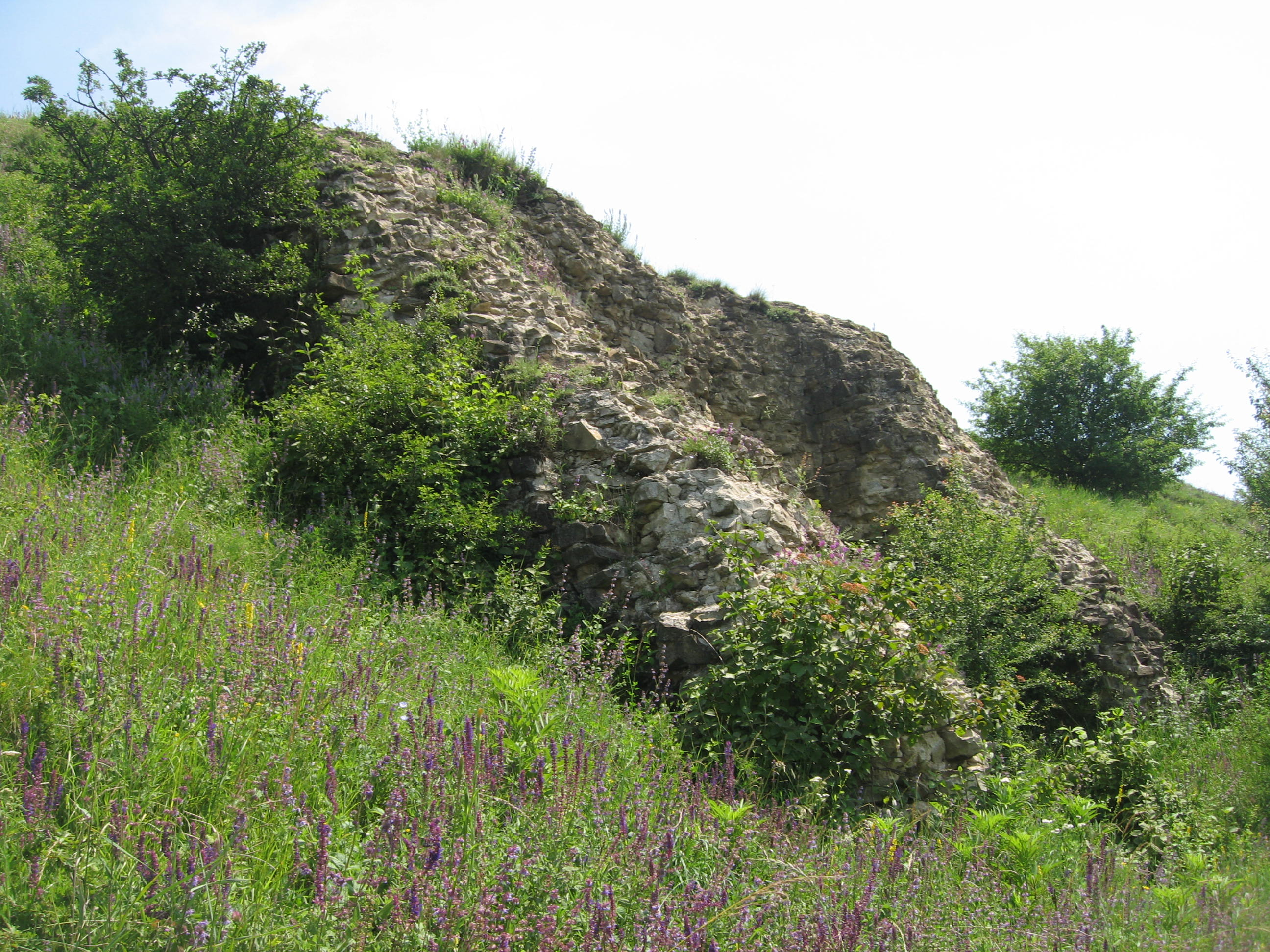
Az erőd maradványai